# Stigobionti
Stigobionti so organizmi v podzemnih jamah, v katerih ni svetlobe. 
Zanje je značilno, da so na različen način prilagojeni na življenje v temi: so brez oči, nimajo kožnih barvil, saj jih v teh razmerah ne potrebujejo, imajo pa zelo razvite organe za tip in voh.